# Joan Margarit i Consarnau
Joan Margarit i Consarnau   (Sanaüja, 11 de maig de 1938 - Sant Just Desvern, 16 de febrer de 2021) fou un poeta, arquitecte i professor universitari català.

## Biografia
Joan Margarit va néixer a Sanaüja l'11 de maig de 1938 a la comarca de la Segarra, en el moment de la Guerra Civil espanyola quan el front d'Aragó ja era a prop d'aquelles terres, fill de Joan Margarit i Serradell, arquitecte, de Barcelona, i Trinitat Consarnau i Sabaté, mestra, de l'Ametlla de Mar. El pare i la mare s'havien casat el juliol de 1936 a Barcelona, però la Guerra Civil els va obligar a retirar-se a Sanaüja, a casa de l'àvia paterna, on va néixer el poeta.
Acabada la guerra i fins al 1948, la família canvià moltes vegades de domicili: Barcelona, Rubí, Figueres i Girona. De retorn a Barcelona, la família viu davant del Turó Park i Joan Margarit feu el batxillerat a l'Institut Ausiàs March, que aleshores estava situat al carrer Muntaner. L'any 1954 la família es traslladà a les illes Canàries i, des del 1956, Margarit passà els cursos acadèmics a Barcelona per estudiar arquitectura, al Col·legi Major Sant Jordi, on hi residí fins al 1961. El 1962 coneix Mariona Ribalta, amb qui es casà l'any següent i amb qui tingué tres filles, Mònica, Anna i Joana, i un fill, Carles.
Margarit s'havia donat a conèixer com a poeta en castellà el 1963 i el 1965. Després d'un llarg parèntesi de deu anys, escrigué Crónica, publicat pel seu amic Joaquim Marco, director de la col·lecció Ocnos, de Barral Editores. L'any 1981 inicià la seva obra poètica en català amb la publicació de L'ombra de l'altre mar i Vell malentès.
Des del 1975, Margarit i la seva família visqueren a Sant Just Desvern, on també hi ha l'estudi d'arquitectura que compartí amb Carles Buxadé, amic i soci, des del 1980. Des del 1968 fins a la seua jubilació exercí de catedràtic de Càlcul d'estructures de l'Escola Tècnica Superior d'Arquitectura de Barcelona de la Universitat Politècnica de Catalunya.
L'any 1987, amb motiu del mil·lenari de Sant Just Desvern, l'Orfeó Enric Morera estrenà la seva Cantata de Sant Just.

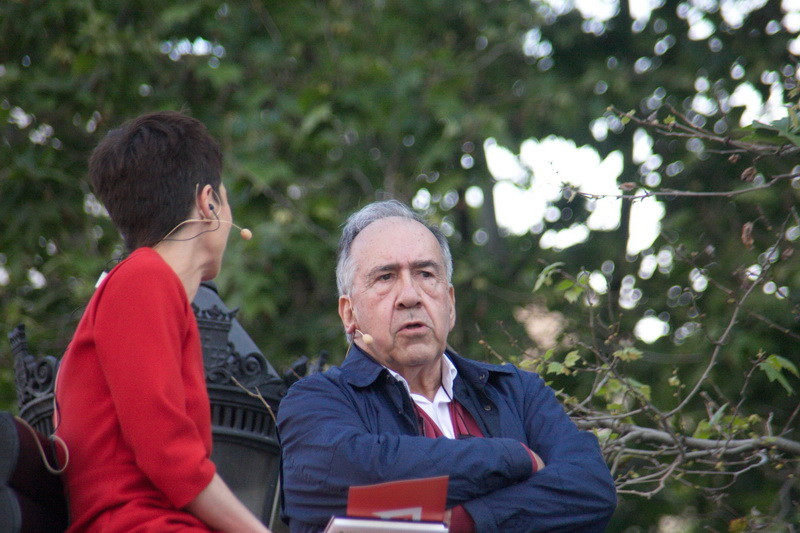
Margarit, el 2015

El juny de 2008 fou guardonat amb el Premi Nacional de Literatura concedit per la Generalitat de Catalunya per la seva obra Casa de Misericòrdia, i l'octubre del mateix any, per aquest mateix poemari, amb el Premi Nacional de Poesia atorgat pel Ministeri de Cultura del Govern d'Espanya El 2010 Margarit i Consarnau fou l'encarregat de fer el pregó de la festa major de Barcelona. En aquell pregó va parlar de les relacions entre Catalunya i Espanya tot exposant que havia arribat l'hora de "renunciar al tipus d'unió que fa segles va convenir a les dues parts" i respectar la independència catalana si finalment "volem que la nació esdevingui una Holanda, o una Dinamarca". També fou l'encarregat d'inaugurar el curs acadèmic 2010-2011 de la Universitat Pompeu Fabra.
El 2018 publicà el seu llibre de memòries, Per tenir casa cal guanyar la guerra. L'any següent fou guardonat amb el Premi Cervantes però, a causa de la pandèmia de la COVID-19, rebé el premi el 21 de desembre de 2020 en una cerimònia privada amb els reis d'Espanya, Felip VI i Letícia Ortiz, al Palauet Albéniz de Barcelona. Aquell mateix any, el mes de maig, fou guardonat amb el premi Reina Sofia de poesia iberoamericana. La seva filla, Mónica Margarit Ribalta, és directora general de la Fundació Princesa de Girona des del desembre de 2010.
L'any 2020 publicà l'antologia Sense el dolor no hauríem estimat (Proa) i el volum Poètica (Empúries) i, abans de la seua mort, explicà que tenia intenció de publicar un llibre titulat Animal de bosc, de 65 poemes. Morí el 16 de febrer de 2021 per causa d'un càncer.

## Obra

### Llibres d'assaig
- Noves cartes a un jove poeta (originalment en castellà). Barcelona: Proa, 2009
- Per tenir casa cal guanyar la guerra (autobiografia). Barcelona: Proa, 2018

### Llibres de poesia
- Cantos para la coral de un hombre solo. Barcelona : Vicens-Vives, [1963].
- Doméstico nací. Barcelona : Vicens-Vives, 1965.
- L'ombra de l'altre mar. Barcelona: Edicions 62, 1981
- Vell malentès. València: Eliseu Climent/3i4, 1981 (Premi Vicent Andrés Estellés de poesia)
- El passat i la joia. Vic: Eumo, 1982
- Cants d'Hekatònim de Tifundis. Barcelona: La Gaia Ciència, 1982 (Premi Crítica Serra d'Or de poesia 1983)
- Raquel: la fosca melangia de Robinson Crusoe. Barcelona: Edicions 62, 1983
- L'ordre del temps. Barcelona: Edicions 62, 1985
- Mar d'hivern. Barcelona: Proa, 1986
- Cantata de Sant Just. Alacant: Institut d'Estudis Juan Gil-Albert, 1987
- La dona del navegant. Barcelona: Edicions La Magrana, 1987 (Premi Crítica Serra d'Or de poesia 1988)
- Llum de pluja. Barcelona: Península, 1987
- Poema per a un fris. Barcelona: Escola d'Arquitectes de Barcelona, 1987
- Edat roja. Barcelona: Columna Edicions, 1990
- Els motius del llop. Barcelona: Columna, 1993
- Aiguaforts. Barcelona: Columna, 1995
- Remolcadors entre la boira. Argentona: L'Aixernador, 1995
- Estació de França. Madrid: Hiperión, 1999
- Poesia amorosa completa (1980-2000). Barcelona: Proa, 2001
- Joana. Barcelona: Proa, 2002
- Els primers freds. Poesia 1975-1995 Barcelona: Proa, 2004
- Càlcul d'estructures. Col. Óssa Menor, Enciclopèdia Catalana, 2005 (Premi Crítica Serra d'Or de poesia 2006)
- Casa de Misericòrdia. Col. Óssa Menor, Enciclopèdia Catalana, 2007 (Premi Nacional de poesia de les Lletres Espanyoles)
- Barcelona amor final. Barcelona: Proa, 2007.
- Misteriosament feliç. Col. Óssa Menor, Enciclopèdia Catalana, 2008
- No era lluny ni difícil. Barcelona: Proa, 2010
- Es perd el senyal. Barcelona: Proa, 2012
- Poemes d'amor. Barcelona: Proa, 2013
- Des d'on tornar a estimar. Barcelona: Proa, 2015
- Un hivern fascinant, Barcelona: Proa, 2017[13]

### Obra poètica traduïda
- A l'anglès:

Tugs in the fog, versions d'Anna Crowe (Bloodaxe Books, 2006)
Barcelona final love, versions d'Anna Crowe (Proa, 2007)
Strangely Happy, versions d'Anna Crowe (Bloodaxe Books, 2010)
In person 30 poets (Antologia de poetes editats a Bloodaxe Books, amb CD, 2008)
Being Human (International Selection with emotional power, Bloodaxe Books, 2011)
New Letters to a Young Poet (Swan Isle Press, Chicago 2011)
- A l'alemany:

Joana und Andere Gedichte, versions de Juana i Tobias Burghardt (Edition Delta, Stuttgart, 2007)
- Al rus:

Ogni magnoveni (Llums dels instants) (Universitat de Sant Petersburg, 2003)
- A l'hebreu:

Meolam lo raïti atsmí ievaní (Mai no m'he tingut per grec), versions de Shlomo Avayou (Keshev Publishing House, Tel-Aviv, 2004)
Mabat Ba-Mara Ha-Penimit (Els ulls del retrovisor), versions de Shlomo Avayou (Keshev Publishing House, Tel-Aviv, 2008)
Ze lo haya rajok ze lo haya kashe (No era lluny ni difícil), versions de Shlomo Avayou (Keshev Publishing House, Tel-Aviv, 2011)
- Al portuguès:

Casa da Misericórdia, versions de Rita Custódio i Àlex Tarradellas (ed. OVNI, Lisboa, 2009)
- A l'euskera:

Miserikordia Etxea, versions de Juan Ramón Makuso, (Meettok, Donostia, 2009)

### Altres llibres
- Joan Vinyoli. Poemes; pròleg i selecció de Joan Margarit. Barcelona: Proa, 2014

## Premis i reconeixements
- 2008 - Premi Rosalía de Castro, PEN Clube de Galicia.[14]
- 2015 - XV Premi Jaume Fuster.[15]
- 2019 - Premi Cervantes[16]
- 2019 - premi Reina Sofia de poesia iberoamericana.[11]